# Gastrophryne
Gastrophryne es un género de ranas de la familia Microhylidae que se encuentra desde el sur de los Estados Unidos hasta Costa Rica. 

## Especies
Se reconocen las 4 siguientes según ASW:
- Gastrophryne carolinensis (Holbrook, 1835).
- Gastrophryne elegans (Boulenger, 1882).
- Gastrophryne mazatlanensis (Taylor, 1943)
- Gastrophryne olivacea (Hallowell, 1856).